# سامانه تلفن همراه پیشرفته
سامانه تلفن موبایل پیشرفته (Advanced Mobile Phone System-AMPS) سیستمی آنالوگ است و توسط شرکت بل طراحی شد و در سال ۱۹۸۳ وارد آمریکا شد. این یک سیستم آنالوگ اولیه‌است که در سال‌های دهه ۱۹۸۰ تا ۲۰۰۰ در آمریکای شمالی کاربرد داشته‌است. استفاده از این سیستم با توجه به رواج استاندارد دیجیتال کاهش یافته‌است.

## فناوری
سامانه ارتباطی دسترسی کلی (TACS) و FTACS نسخه‌های متروک AMPS هستند که در اروپا استفاده شده‌است. TACS در ژاپن تحت نام JTAC استفاده می‌شود؛ بنابراین پهنای باند برای چند کاربر افزایش یافته‌است. AMPS مانند IMTS قدیمی است. البته در این‌جا توان محاسبه بیشتر است و مکالمات خطی POT بیشتر عملی هستند. آنچه که AMPS را از این سیستم جدا می‌کند. با پایانه رو به عقب نصب خواهد شد. در AMPS مراکز سلولی دارای کانال‌های سیگنالی هستند. این فرکانس در چند محل بدون تداخل استفاده شده‌است. به این طریق از آنها در مناطق مجاور نیز استفاده می‌شود. ضعف این سیستم در مقابل سیستم دیجیتالی فراوان است. این سیستم ایستا بوده و اغتشاش دارد و نمی‌تواند از اسکنر محافظت شود. در سال ۱۹۹۰ میلیون‌ها دلار به این صنعت اختصاص یافت. کم‌کم از نوع تلفن دستی استفاده شد. ESN یک بسته رایانه‌ای است که برای این هدف استفاده شده‌است. این سیستم براساس فایل مشتری عمل خواهد کرد. اگر ESN رمز برداری شود می‌توان از آن برای چند محل متفاوت استفاده کرد. این فرایند در مورد فناوری دیجیتالی نیز عملی است. این مسئله کم‌کم ناپدید شد. AMPS جای خود را به استاندارد جدید مانند AMPS, GSM و CDMA داده AMPS توسط ANSI به صورت EIA- TIA- IS۳ معرفی شد. بعد از آن EIA/TIA ۵۵۳ معرفی شد و استاندارد TIA به صورت ۹۱ – IS گسترش پیدا کرد.

## باندهای فرکانس
سرویس سلولی AMPS در ۸۰۰ MHZ باند FM راه‌اندازی شد در هر بازار، کمیسیون FCC دو جواز B,A را بدست آورد. هر حامل از یک بلوک خاص فرکانسی استفاده کرد که دارای ۲۱ کانال کنترل و ۳۹۵ کانال صوتی بود. B در حالت زنگ زدن تابع شرکت تلفن داخلی عمل می‌کند. این جواز در ۳۳۳ کانال مورد استفاده قرار گرفت. در شروع پیدایش فرایند سلولی در ۱۹۸۳، باند FCC دارای حامل در چندین کانال بوده‌است. در اواخر ۱۹۸۰ مشترک صنعتی سلولی به چند میلیون رسید. به این طریق باید ظرفیت اضافی در نظر گرفته شود. در سال ۱۹۸۹ نیز حامل از ۶۶ کانال به ۸۳۲ رسید. فرکانس اضافی در ۸۰۰ MHZ دیده شد. کانال UHF نیز بین ۸۳–۷۰ بوده‌است و می‌تواند برای انتقال UHF TV استفاده شود. آناتومی هر کانال از ۲ فرکانس تشکیل شده‌است. ۴۱۶ تا از آنها در دامنه ۸۴۹–۸۲۴ قرار دارند. کم‌کم از ۴۱۶ فرکانس در ۸۹۴–۸۶۹ استفاده گردید. هر نوع محل سلولی از زیر مجموعه این کانال‌ها استفاده می‌کند. کم‌کم‌تعداد کانال‌ها در هر محل در دنیای واقعی افزایش یافت. هر کانال AMPS پهنای ۳۰KHZ دارد.

## استفاده از TDMA دیجیتالی
بسیاری از شبکه‌های AMPS می‌توانند تا حدی به D-AMPS تبدیل شوند که اغلب TDMA خوانده می‌شود. این سیستم دیجیتالی است و استاندارد ۲G در آن مورد استفاده Wireless و سیستم سلولی آمریکایی است. از آن در کانادا و ونزوئلا نیز استفاده شده‌است.

## ورود GSM و CDMA
AMPS و D-AMPS اکنون به جای ۲۰۰۰ CDMA یا GSM استفاده می‌شو. به این طریق انتقال داده‌ای ظرفیت بالابری WAP، سیستم پیام چند رسانه‌ای و دسترسی اینترنت عملی است. چندین تلفن حامی AMPS, D-AMPS و GSM می‌باشند.

## آینده AMPS
در سال ۲۰۰۲، FCC به حامل B,A در حمایت خدمات AMPS در ۱۸ فوریه ۲۰۰۸ تبدیل شد. تمام آنها استفاده غیرموثر طیف را نشان داده‌اند. تمام حامل‌ها می‌توانند مبنای عملکرد مشتری را به استاندارد دیجیتالی تبدیل کنند مانند ۲۰۰۰ CDMA یا GSM. فناوری دیجیتالی مانند GSM و ۲۰۰۰ CDMA حامی تماس‌های صوتی در یک کانال است. برخلاف آمریکا، صنعت ارتباطات و تلویزیون – رادیویی نیازی به خدمات فوق ندارد. AMPS در تمام شبکه‌ها کاربرد دارد و استفاده آن در ۳۱ مه ۲۰۰۷ عملی خواهد بود. مرکز Bell و tellus در کانادا شاهد طرح مشترک fcc بودند. شبکه‌های Amps بعد از فوریه ۲۰۰۸ راه اندازی شدند. Onstar از خدمات amps آمریکای شمالی استفاده کرده‌است و amps پوشش بی‌سیم را در آمریکا عملی کرده‌است. اخیراً fcc می‌تواند تعمیم amps باشد. در این سیستم‌ها از آنالوگ برای مراکز کنترل استفاده خواهد شد. شرکت‌های سلولی جواز B,A دارند. در ۱۸ فوریه ۲۰۰۸ شرکت‌ها از AMPS به روش خاص استفاده کردند. این سیستم می‌تواند به نوع دیجیتالی تبدیل شود. این خدمات در بیشتر موارد نقش کمکی داشته‌اند مانند آنچه که در ۱ ژانویه ۲۰۰۸ دیده شد.

## شرکت‌هایی که از AMPS استفاده می‌کنند
شرکت Verizon wireless: اگر چه بیشتر مشتریان خدمات دیجیتالی دارند AMPS شبکه‌ای می‌تواند هنوز هم استفاده شود. در این شرایط سیستم آنالوگ نیز کاربرد دارد.
Bellmobility و telus از شبکه‌های amps در کانادا استفاده می‌کنند. در این شرایط خدمات دیجیتالی باردار شده‌اند. آنها رهنمودهایی در آمریکا ارائه کرده‌اند. شبکه‌های amps کمیسیون ندارند مانند آنچه که در فوریه ۲۰۰۸ دیده شد. شرکت altell در سال ۲۰۰۵ حدود ۱۵٪ مشتریان خود را با کمک شبکه‌های آنالوگ توسعه داد. در این زمینه اعلامیه‌های زیادی به چاپ رسیده‌است. یک طرح شامل فعال کردن خدمات آنالوگ است تا این که این خدمات به‌طور کامل توسعه نمایند. در این شرایط این شرکت خواهان شبکه‌های بزرگ در آمریکا است.
شرکت moviline نیز توانسته‌است ۹۰۰ شبکه را در اسپانیا راه اندازی کند. از ۳۱ دسامبر ۲۰۰۳ این سیستم بر کاربرهای جدید بسته شد ولی کم‌کم مشترکین افزایش یافتند. ۱۰۰٪ جمعیت اسپانیا معطوف این طرح شده‌اند ولی بعضی از آنتن‌ها اپراتور GMS دارند.
ATST برای اهداف انتقال CDMA استفاده می‌شود مانند آنچه که در مورد Wireless, sprint و Alltel دیده شد.